# Lucien Aubey
Lucien Aubey (Brazzaville, 24 maggio 1984) è un ex calciatore francese naturalizzato congolese (Repubblica del Congo), di ruolo difensore.